# Shakuntala Karandikar
Shakuntala Karandikar (20 juillet 1931 - 1er juin 2018) est une écrivaine et philanthrope marathi. Elle est surtout connue pour sa biographie de 1992 Vishwasta sur son père Chandrashekhar Agashe,,,.